# Magaramkenti járás
A Magaramkenti járás (oroszul: Магарамкентский район) Oroszország egyik járása Dagesztánban. Székhelye Magaramkent.

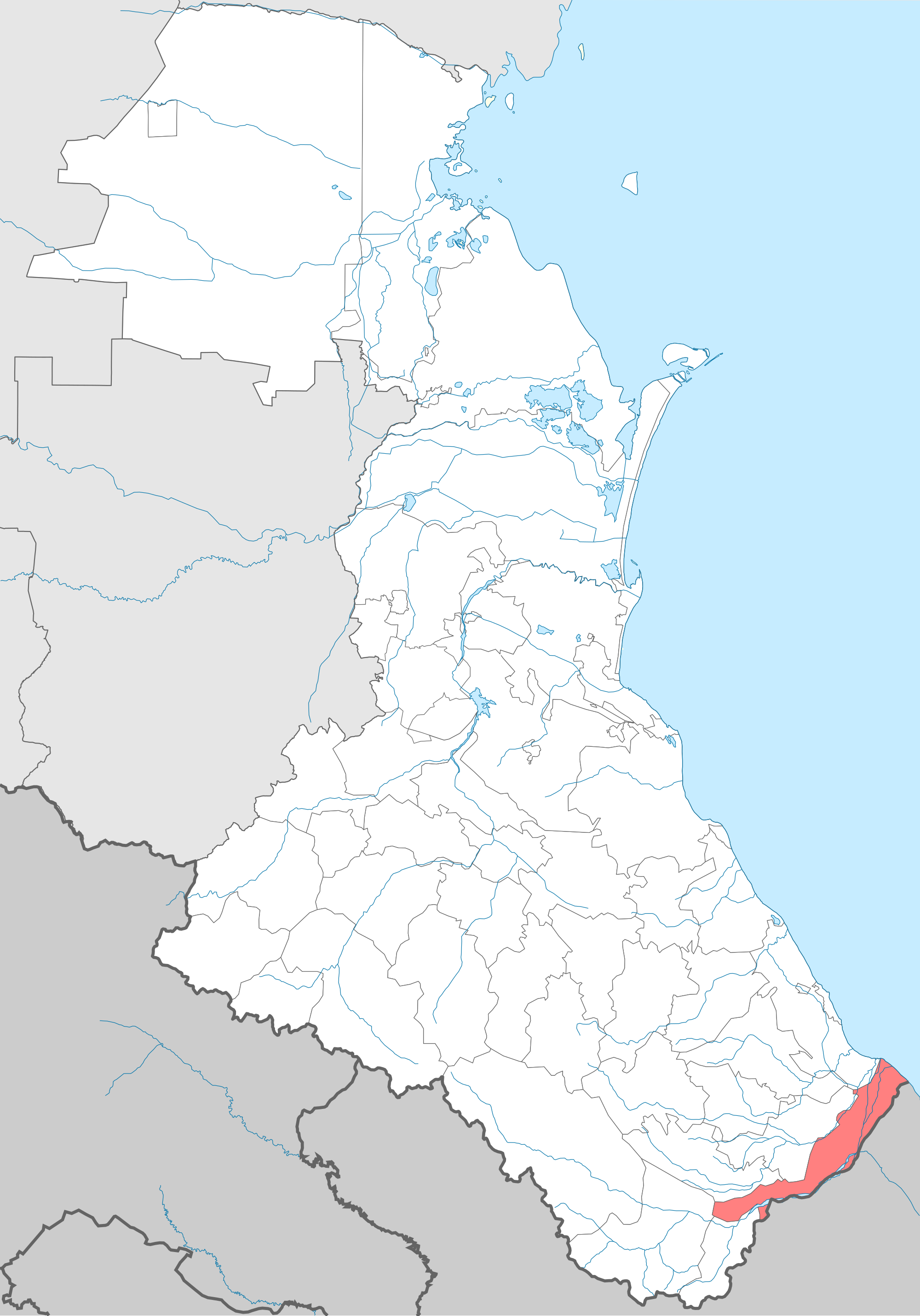
A Magaramkenti járás Dagesztánban

## Népesség
- 1989-ben 32 771 lakosa volt, melyből 30 632 lezg (93,5%), 830 azeri, 437 lak, 319 rutul, 168 agul, 130 dargin, 111 orosz, 42 tabaszaran, 23 avar, 20 kumik, 5 cahur, 4 nogaj, 1 csecsen.
- 2002-ben 58 694 lakosa volt, melyből 56 163 lezg (95,7%), 982 orosz, 539 azeri, 370 rutul, 248 agul, 46 tabaszaran, 22 lak, 21 avar, 21 dargin, 16 kumik, 4 csecsen, 1 cahur, 1 nogaj.
- 2010-ben 62 195 lakosa volt, melyből 59 768 lezg (96,1%), 1 021 azeri, 504 rutul, 172 orosz, 24 tabaszarn, 18 agul, 17 dargin, 10 avar, 9 kumik, 9 lak, 4 csecsen.